# Абади (язык)
Абади (Gabadi, Kabadi) — океанийский язык, на котором говорят в северном пространстве Галера Центральной провинции в Папуа — Новой Гвинее.
Абади больше всего лексически, на 53 %, похож на язык тоура.